# Culwick Togamana
Culwick Togamana (* 1969) ist ein salomonischer Politiker der Democratic Alliance Party (DAP) und Umweltchemiker. Er ist seit 2017 Umweltminister der Salomonen.

## Leben
Culwick Togamana studierte an der University of the South Pacific auf Fidschi und erhielt dort 1990 einen Bachelor of Science und 1995 einen Master of Science in Chemie. 1997 promovierte er in Umweltwissenschaften an der University of Exeter in England mit der Arbeit Evaluation of stability of metalliferrous tailings by chemical and microbiological leaching (deutsch: „Auswertung der Stabilität von metallhaltigem Abraum durch chemische und mikrobiologischer Verschmutzung“).
Von 1990 bis 2013 war er Dozent für Umweltchemie an der University of the South Pacific, im direkten Anschluss von 2013 bis November 2014 Landwirt.

## Politik
Im November 2014 wurde Culwick Togamana als unabhängiger Kandidat in das Parlament der Salomonen gewählt. Er vertritt den Wahlbezirk Maringe/Kokota. Der Wahlbezirk Maringe/Kokota befindet sich an der Nordostküste der Insel Santa Isabel. Später trat er in die Democratic Alliance Party ein. Von Dezember 2014 bis November 2017 war er im Parlament Vorsitzender des Umweltausschusses und Mitglied im Ausschuss für öffentliche Ausgaben. Seit dem 16. November 2017 ist er Umweltminister der Salomonen. Bei den Wahlen 2019 wurde er für Maringe/Kokota wiedergewählt.